# Van (nizozemsko)
Van je pogosto določilo priimkov izhajajočih iz Nizozemske in Belgije. Jezikovno je v nizozemščini predlog, ki pomeni iz ali od. Določilo ni znak plemstva. To in druga določila so prišla v uradno rabo po uvedbi priimkov, sama praksa določanja oseb s krajem izvora ali bivanja je bilo sicer tradicionalno (primerjaj: Martin z Vrha pri Sveti Trojici, Leonardo da Vinci ...).
Uporaba določil priimkov se razlikuje: na Nizozemskem so imeniki urejeni po glavnem delu priimka (na primer Van Dijk najdemo pod črko D), v Belgiji pa je določilo integralni del priimka (Van Dijk iščemo pod črko V).

## Določila priimka izvirajoča iz nizozemščine
- aan (pri)
- bij (blizu, pri)
- de (določni člen, lahko pa izvira tudi iz španščine ali francoščine kjer pomeni iz ali od)
- den, der, d' (iz z določnim členom)
- het, 't (določni člen)
- in (v)
- onder (pod)
- op (na, pri)
- over (nad, za)
- 's (od)
- te, ten, ter (od)
- tot (k/h)
- uit, uijt (iz)
- van, van den, van der (iz, od z določnim členom)
- voor (k/h)